# Un triángulo de triunfo
Un triángulo de triunfo es el decimosexto álbum de Tommy Olivencia y su orquesta La Primerísima, grabado en los estudios V.U. Recordings ubicado en Carolina, Puerto Rico y publicado en 1981 por el sello discográfico TH-Rodven Records. Los cantantes principales de este álbum son Frankie Ruiz, quien venía de la agrupación Orquesta La Solución, y Carlos Alexis. 

## Historia
Este fue el primer álbum de Frankie Ruiz (quien ingresó en reemplazo de Gilberto Santa Rosa) cantando bajo la dirección de Tommy Olivencia. Este álbum, que obtuvo ventas inmediatas, contó con los arreglos de Ray Santos y Máximo Torres.

## Lista de canciones
El Long Play estuvo separados en Lado A (con los primeros cuatro temas) y Lado B (con los cuatro temas restantes).

| N.º | Título                                                   | Compositor(es) | Duración |  |
| 1.  | «Luna lunera» (Canta: Frankie Ruiz)                      | Jorge Ayala    | 4:07     |  |
| 2.  | «Misteriosa mujer» (Canta: Frankie Ruiz y Carlos Alexis) | Public Domain  | 4:55     |  |
| 3.  | «Fantasía de un carpintero» (Canta: Frankie Ruiz)        | Johnny Ortiz   | 4:38     |  |
| 4.  | «Los golpes enseñan» (Canta: Carlos Alexis)              | Laura Sánchez  | 4:44     |  |
| 5.  | «Primero fui yo» (Canta: Frankie Ruiz)                   | Raúl Marrero   | 4:50     |  |
| 6.  | «La suplicante» (Canta: Frankie Ruiz)                    | Laura Sánchez  | 4:40     |  |
| 7.  | «Cosas nativas» (Canta: Frankie Ruiz)                    | Rolando Gorrin | 5:26     |  |
| 8.  | «Mujeres como tú» (Canta: Frankie Ruiz)                  | Jorge Ayala    | 4:58     |  |

## Personal

### Músicos
- Cantantes - Frankie Ruiz y Carlos Alexis
- Coros - Eladio Peguero, Mario Cora, Carlos Alexis y Cheo Quiñones
- Trombones - Ito Segarra y Carlos Fontañez
- Trompetas - Elliot Rodríguez, Miguel Rodríguez, Héctor Rodríguez y Juancito Torres
- Piano - Ray Cohen
- Bajo - Johnny Torres
- Conga - David Rosario
- Bongó - Pedrito "Chiripín" Hernández
- Timbales - Willie Machado

### Créditos
- Productor - Frank Torres
- Productor Ejecutivo - Tony Moreno
- Producción y Dirección de grabación - Julio César Delgado
- Arreglos musicales – Ray Santos (Temas 2, 3, 4 y 6) y Máximo Torres (Temas 1, 5, 7 y 8)
- Ingeniero de sonido – Vinny Urrutia, Rei Peña y Nelson Pacheco
- Mezcla - Vinny Urrutia
- Fotografía - Jochy Melero
- Diseño y Arte - DRAGO, Hialeah Gardens, FL.